# Meropalpus
Meropalpus is een geslacht van kevers uit de familie van de loopkevers (Carabidae). De wetenschappelijke naam van het geslacht is voor het eerst geldig gepubliceerd in 1900 door Tschitscherine.

## Soorten
Het geslacht Meropalpus omvat de volgende soorten:
- Meropalpus azurescens Straneo, 1943
- Meropalpus irradians Tschitscherine, 1900
- Meropalpus nobilis (Brulle, 1843)